# INSIDE Jupiter
Az INSIDE Jupiter (Interior Structure and Dynamical Evolution of Jupiter) az amerikai Discovery-program egyik tervezett űrszondája lett volna a Jupiter vizsgálatára. 1000 km magas körpályán keringve kellett volna vizsgálja a bolygó légkörét. Tervezett programja: 2004. januárban indul Delta II rakétával, 2006. januárban ismét megközelíti a Földet, 2008. áprilisban érkezik meg a Jupiterhez, a program 2009. augusztusban fejeződik be.